# Anikay Air
Anikay Air var ett flygbolag från Kirgizistan som flög mellan 2003 och 2007. Bolagets enda plan var en Boeing 737-200.